# Meluhha
Meluhha is de naam die de Sumeriërs en Akkadiërs gaven aan een land waarmee zij handelscontacten onderhielden, waarschijnlijk aan de westkust van het huidige India.
De Sumeriërs hadden al vroeg handelscontacten met de Indusbeschaving van Harappa. Dit blijkt uit vondsten van zegels afkomstig van deze cultuur in Irak. Zij dreven ook handel met landen rond de Perzische Golf zoals Dilmun en Magan, die als tussenstations dienden.
De Sumeriërs hebben hoogstwaarschijnlijk de kip als huisdier uit India ingevoerd. Zij noemden het dier 'de vogel uit Meluhha'.
Na het verdwijnen van de Indusbeschaving rond 1700 v.Chr. kwam de handel ook stil te vallen. In later tijden werd de naam Meluhha mogelijk eerder met Afrika verbonden dan met India. Het stond bekend als een land waarvan de bewoners een zwarte huidskleur hadden. Dat kan echter zowel op bewoners van Afrika als op de voor-Indo-Arische bevolking van India slaan. 
Er wordt wel verondersteld dat het Hindi (Sanskriet) woord mleccha, dat zoiets als barbaar of vreemdeling betekent, afgeleid is van de naam die de inwoners van het Indusdal aan zichzelf gaven voor de komst van de Vedische Ariërs. 
Er is in het huidige Pakistan nog een Dravidische taal, het Brahui die door sommigen gezien werd als een overblijfsel uit een eerdere tijd. Meer recent is echter bekend geworden dat de Brahui pas rond 1000 na Chr. naar Pakistan getrokken zijn.